# Armand Jaouen
Pour les articles homonymes, voir Jaouen.
Armand Jaouen est un homme politique français né le 5 décembre 1832 à Plouigneau (Finistère) et décédé le 16 avril 1901 à Plouigneau.
Agriculteur, il est maire de Plouigneau en 1871. Républicain convaincu, il est révoqué après le 24 mars 1873 et le 16 mai 1877, retrouvant à chaque fois son poste quelques mois plus tard. Il est conseiller d'arrondissement, puis conseiller général du canton de Plouigneau de 1874 à 1895. Il est député du Finistère de 1892 à 1893 et de 1898 à 1901.
Armand Jaouen, maire républicain de Plouigneau, déclare lors de sa candidature aux élections législatives (il fut élu député) de mars 1892 : « J'honore la religion, je respecte le prêtre se mouvant dans le cercle de ses attributions religieuses. Mais je le veux à l'église et non à la mairie. Il doit le respect au gouvernement. Le gouvernement doit exiger de tous l'obéissance aux lois ». Il se dit par ailleurs favorable au protectionnisme.

## Sources
- « Armand Jaouen », dans le Dictionnaire des parlementaires français (1889-1940), sous la direction de Jean Jolly, PUF, 1960 [détail de l’édition]